# Линкольн (фильм)
«Линкольн» (англ. Lincoln) — американский биографический фильм режиссёра Стивена Спилберга, главную роль в котором исполнил Дэниел Дэй-Льюис. Съёмки фильма стартовали в октябре 2011 года, были завершены в декабре того же года, а премьера состоялась 9 ноября 2012 года (в широкий прокат фильм вышел 16 ноября 2012 года).
Дэниэл Дэй-Льюис был признан лучшим актёром года по версии ряда сообществ кинокритиков и киноакадемий и был удостоен премий «Оскар», BAFTA, SAG, «Золотой глобус» и «Выбор критиков» в категории «Лучший актёр». Дэй-Льюис стал первым актёром, удостоенным трёх премий «Оскар» за главную роль. Всего картина была выдвинута в четырёх номинациях на премию Американской Гильдии киноактёров, в шести — на «Золотой глобус», в десяти — на премию BAFTA и в двенадцати — на премию «Оскар» (и одержала победу в двух из них). Национальный совет кинокритиков США и Американский институт киноискусства поместили «Линкольна» в собственные списки десяти лучших фильмов года.

## Сюжет
1865 год. Шестнадцатый президент США Авраам Линкольн находится на пике популярности. Но перед ним стоят серьёзные задачи: провести запрещающую рабство поправку к Конституции через Палату представителей и завершить Гражданскую войну. Даже ближайшие советники главы государства не верят, что их можно решить одновременно. Семейная жизнь Линкольна также не обходится без конфликтов: его старший сын мечтает служить в армии, чему противится неуравновешенная первая леди.
Ум, политическое мастерство и вера в правоту своих идей помогают президенту объединить республиканцев и привлечь на свою сторону часть демократов, что позволяет принять поправку. Мятежники-конфедераты оказываются разбиты и капитулируют. Самому же Линкольну не пришлось долго почивать на лаврах: вскоре он стал жертвой политического убийства.

## В ролях
| Актёр                 | Роль                                                                        |
| --------------------- | --------------------------------------------------------------------------- |
| Дэниел Дэй-Льюис      | президент США Авраам Линкольн                                               |
| Салли Филд            | супруга А. Линкольна Мэри Тодд Линкольн                                     |
| Дэвид Стрэтэйрн       | государственный секретарь США Уильям Сьюард                                 |
| Джозеф Гордон-Левитт  | сын А. Линкольна Роберт Тодд Линкольн                                       |
| Джеймс Спейдер        | Уильям Н. Бильбо                                                            |
| Хэл Холбрук           | Престон Блэр                                                                |
| Томми Ли Джонс        | член Палаты представителей США Таддеус Стивенс                              |
| Джон Хоукс            | полковник Роберт Лэтем                                                      |
| Джеки Эрл Хейли       | вице-президент КША Александр Гамильтон Стивенс                              |
| Брюс Макгилл          | военный министр США Эдвин Стэнтон                                           |
| Тим Блейк Нельсон     | Ричард Шелл                                                                 |
| Джозеф Кросс          | майор Джон Хэй                                                              |
| Джаред Харрис         | главком федеральных армий США, генерал Улисс Грант                          |
| Ли Пейс               | член Палаты представителей США Фернандо Вуд                                 |
| Питер Макробби        | Джордж Пендлтон                                                             |
| Гулливер Макграт      | сын А. Линкольна Тэд Линкольн                                               |
| Глория Рубен          | Элизабет Кекли                                                              |
| Джереми Стронг        | Джон Джордж Николай                                                         |
| Майкл Стулбарг        | Джордж Йейман                                                               |
| Борис Макгивер        | Александр Коффрот                                                           |
| Дэвид Костабайл       | Джеймс Эшли                                                                 |
| Стивен Спинелла       | Эйса Винтнер Литтон                                                         |
| Уолтон Гоггинс        | Клэй Хокинс                                                                 |
| Дэвид Уоршофски       | Уильям Хаттон                                                               |
| Колман Доминго        | рядовой Гарольд Грин                                                        |
| Дэвид Ойелоуо         | капрал Айра Кларк                                                           |
| Лукас Хаас            | солдат                                                                      |
| Дейн Дехан            | солдат                                                                      |
| Билл Кэмп             | мистер Джолли                                                               |
| Элизабет Марвел       | миссис Джолли                                                               |
| Байрон Дженнингс      | Монтгомери Блэр                                                             |
| Джули Уайт            | Элизабет Блэр Ли                                                            |
| Грейнджер Хайнс       | Гидеон Уэллс                                                                |
| Ричард Топол          | Джеймс Спид                                                                 |
| Уолт Смит             | Уильям Фессенден                                                            |
| Дакин Мэттьюс         | Джон Ашер                                                                   |
| Джеймс Айк Айхлинг    | Уильям Деннисон                                                             |
| Уэйн Дюваль           | Бенджамин Уэйд                                                              |
| Билл Рэймонд          | спикер Шайлер Колфакс                                                       |
| Майкл Стэнтон Кеннеди | Хирам Прайс                                                                 |
| Майкл Шифлетт         | сенатор Роберт М. Т. Хантер                                                 |
| Грегори Итцин         | Джон Арчибальд Кэмпбелл                                                     |
| Стивен Хендерсон      | Уильям Слэйд                                                                |
| Джон Хаттон           | Чарльз Самнер                                                               |
| Адам Драйвер          | телеграфист Линкольна, шифровальщик президента Улисса Гранта Самуэль Беквит |
| Эйса-Люк Твокроу      | Эли Паркер                                                                  |
| Кристофер Эван Уэлш   | Эдвард Макферсон                                                            |
| Рэйнор Шайн           | Джосая Бёртон                                                               |
| С. Эпата Меркерсон    | Лидия Смит                                                                  |
| Кристофер Бойер       | генерал Роберт Э. Ли                                                        |

## Производство
В 2001 году Стивен Спилберг и DreamWorks приобрели права на экранизацию ещё не вышедшей к тому моменту книги лауреата Пулитцеровской премии историка Дорис Кернс Гудвин «Team of Rivals: The Political Genius of Abraham Lincoln», которая стала основой для фильма. Сама книга была опубликована в 2005 году. Лиам Нисон был утверждён на роль Авраама Линкольна в январе 2005 года, а Салли Филд получила роль Мэри Тодд Линкольн в сентябре 2007 года. В июне 2010 года Нисон покинул проект, ссылаясь на то, что он слишком стар, чтобы играть эту роль. В ноябре 2010 года было объявлено, что на роль Линкольна утверждён Дэниел Дэй-Льюис, который на 5 лет моложе Нисона.

## Отзывы критиков
Фильм получил положительные отзывы от большинства американских критиков. На Rotten Tomatoes рейтинг картины составляет 89 % на основании 285 рецензий со средним баллом 8 из 10.
До премьеры ведущие мировые киноведы пророчили ленте значительный успех и несколько номинаций на премию «Оскар», в том числе в категориях «Лучший фильм» и «Лучшая мужская роль» (Дэй-Льюис). Также критики отмечали игру Салли Филд и Томми Ли Джонса и их вероятные номинации на «Оскар».

## Награды и номинации
- 2012 — три премии круга кинокритиков Нью-Йорка: лучшая мужская роль (Дэниэл Дэй-Льюис), лучшая женская роль второго плана (Салли Филд), лучший сценарий (Тони Кушнер).
- 2012 — премия «Спутник» за лучшую работу художника-постановщика (Дэвид Крэнк, Лесли Макдональд, Рик Картер, Курт Бич), а также 7 номинаций: лучший фильм, лучшая режиссёрская работа (Стивен Спилберг), лучшая мужская роль (Дэниэл Дэй-Льюис), лучшая мужская роль второго плана (Томми Ли Джонс), лучший адаптированный сценарий (Тони Кушнер), лучшая оригинальная музыка (Джон Уильямс), лучшая операторская работа (Януш Камински).
- 2012 — включение в список десяти лучших фильмов года по версии Национального совета кинокритиков США.
- 2012 — включение в список десяти лучших фильмов года по версии Американского института киноискусства[7].
- 2013 — две премии Гильдии киноактёров США за лучшую мужскую роль (Дэниэл Дэй-Льюис) и за лучшую мужскую роль второго плана (Томми Ли Джонс), а также номинации в категориях «лучшая женская роль второго плана» (Салли Филд) и «лучший актёрский состав».
- 2013 — премия «Золотой глобус» за лучшую мужскую роль в драме (Дэниэл Дэй-Льюис), а также 6 номинаций: лучший драматический фильм, лучшая режиссёрская работа (Стивен Спилберг), лучшая мужская роль второго плана (Томми Ли Джонс), лучшая женская роль второго плана (Салли Филд), лучший сценарий (Тони Кушнер), лучшая оригинальная музыка (Джон Уильямс).
- 2013 — премия BAFTA за лучшую мужскую роль (Дэниэл Дэй-Льюис), а также 9 номинаций: за лучший фильм (Стивен Спилберг, Кэтлин Кеннеди), лучший адаптированный сценарий (Тони Кушнер), лучшую женскую роль второго плана (Салли Филд), лучшую мужскую роль второго плана (Томми Ли Джонс), лучшую оригинальную музыку к фильму (Джон Уильямс), лучшую операторскую работу (Януш Камински), лучший грим и укладку волос (Лоис Бёрвелл, Кэй Георгиу), лучшую работу художника-постановщика (Рик Картер, Джим Эриксон), лучшие костюмы (Джоанна Джонстон).
- 2013 — две премии «Оскар» за лучшую мужскую роль (Дэниэл Дэй-Льюис) и за лучшую работу художника (Рик Картер, Джим Эриксон), а также 10 номинаций: лучший фильм (Стивен Спилберг, Кэтлин Кеннеди), режиссёр (Стивен Спилберг), адаптированный сценарий (Тони Кушнер), мужская роль второго плана (Томми Ли Джонс), женская роль второго плана (Салли Филд), операторская работа (Януш Камински), монтаж (Майкл Кан), оригинальная музыка (Джон Уильямс), костюмы (Джоанна Джонстон), звукорежиссура (Энди Нельсон, Гэри Ридстром, Рон Джадкинс).
- 2013 — номинация на премию Гильдии режиссёров США за лучшую режиссуру художественного фильма (Стивен Спилберг).
- 2013 — почетная премия имени Пола Селвина от Гильдии сценаристов США, а также номинация за лучший адаптированный сценарий (Тони Кушнер).

## Влияние
После просмотра фильма «Линкольн» профессор Ранджан Батра из Университета Миссисипи решил проверить, когда каждый штат принял Тринадцатую поправку. Он обнаружил, что штат Миссисипи не завершил процесс ратификации, отменяющей рабство.  Хотя поправка была принята в 1865 году, Миссисипи официально ратифицировал её только в 1995 году, но не отправил необходимые документы в Федеральный реестр. Батра с коллегами написали письмо властям штата, после чего документы были направлены в Национальный архив США. 7 февраля 2013 года сотрудники Федерального реестра подтвердили, что Миссисипи окончательно ратифицировал Тринадцатую поправку, став последним штатом, завершившим этот процесс.